# Seznam poslancev Narodne skupščine Kraljevine SHS, izvoljenih leta 1925 v Ljubljanski in Mariborski oblasti
Seznam slovenskih poslancev zajema poslance, ki so bili 8. februarja 1925 izvoljeni v Narodno skupščino Kraljevine SHS.
| Ime                    | Stranka                                 | poklic                        |
| ---------------------- | --------------------------------------- | ----------------------------- |
| Andrej Bedjanič        | Slovenska ljudska stranka               | župan in narodni poslanec     |
| Janez Brodar           | Slovenska ljudska stranka               | posestnik                     |
| Štefan Falež           | Slovenska ljudska stranka               | posestnik in narodni poslanec |
| Andrej Gosar           | Slovenska ljudska stranka               | uradnik                       |
| Jakob Hodžar           | Slovenska ljudska stranka               | odvetniški koncipient         |
| Josip Hohnjec          | Slovenska ljudska stranka               | profesor                      |
| Jakob Hrupič           | Hrvatska republikanska seljačka stranka | posestnik                     |
| Andrej Kelemin         | Hrvatska republikanska seljačka stranka | posestnik                     |
| Jožef Klekl            | Slovenska ljudska stranka               | župnik                        |
| Anton Korošec          | Slovenska ljudska stranka               | narodni poslanec              |
| Franc Kremžar          | Slovenska ljudska stranka               | urednik                       |
| Franc Kulovec          | Slovenska ljudska stranka               | profesor                      |
| Ljudevit Pivko         | Samostojna demokratska stranka          | profesor                      |
| Ivan Pucelj            | Samostojna kmetijska stranka            | posestnik in narodni poslanec |
| Vladimir Pušenjak      | Slovenska ljudska stranka               | narodni poslanec              |
| Dušan Sernec           | Slovenska ljudska stranka               | docent                        |
| Franc Smodej           | Slovenska ljudska stranka               | glavni urednik Slovenca       |
| Janez Strcin (Stercin) | Slovenska ljudska stranka               | posestnik                     |
| Anton Sušnik           | Slovenska ljudska stranka               | profesor                      |
| Geza Šiftar            | Slovenska ljudska stranka               | posestnik in narodni poslanec |
| Josip Škoberne         | Slovenska ljudska stranka               | posestnik                     |
| Karol Škulj            | Slovenska ljudska stranka               | župnik                        |
| Ivan Tisaj             | Hrvatska republikanska seljačka stranka | posestnik                     |
| Ivan Vesenjak          | Slovenska ljudska stranka               | profesor in narodni poslanec  |
| Franjo Žabot           | Slovenska ljudska stranka               | narodni poslanec              |
| Gregor Žerjav          | Samostojna demokratska stranka          | minister                      |